# Parafia Narodzenia Najświętszej Marii Panny w Łosiu
Parafia Narodzenia Najświętszej Marii Panny w Łosiu – parafia greckokatolicka w Łosiu, w dekanacie krakowsko-krynickim archieparchii przemysko-warszawskiej. Odnowiona w 1968.